# Archidiecezja Wellington
Archidiecezja Wellington – jedyna archidiecezja Kościoła rzymskokatolickiego w Nowej Zelandii. Została erygowana 20 czerwca 1848 roku jako diecezja Wellington. Do rangi archidiecezji została wyniesiona w 1887 roku. Ordynariusz archidiecezji jest zarazem metropolitą o zasięgu jurysdykcji obejmującym całą Nową Zelandię.

## Ordynariusze

### Biskupi
- Philippe Viard SM (1848 – 1860 administrator apostolski, 1860 – 1872 biskup)
- Francis Redwood SM (1874 – 1887)

### Arcybiskupi
- Francis Redwood SM (1887 – 1935)
- Thomas O’Shea SM (1935 – 1954)
- kard. Peter Thomas McKeefry (1954 – 1973)
- kard. Reginald John Delargey (1974 – 1979)
- kard. Thomas Stafford Williams (1979 – 2005)
- kard. John Atcherley Dew (2005 – 2023)
- Paul Martin SM (2023 – nadal)